# Онежский канал
Онежский канал — канал вдоль южного берега Онежского озера, построен в составе Мариинской системы.

## История
Первый проект постройки канала для безопасного прохода малых речных судов в обход Онежского озера, где часто случаются шторма, был утверждён в 1800 году; в 1810 году проект доработали. Согласно ему, стоимость сооружения канала оценивалась в 3,46 млн рублей. Из-за войны с Наполеоном строительство не началось. Следующий, третий проект был составлен в 1818 году. Строительство канала длиной 20 км шедшего от реки Вытегры до урочища Чёрный Песок началось в тот же год, и было завершено в 1820 году. При этом канал не избавлял суда от перехода по Онежскому озеру, а лишь сокращал этот опасный отрезок.
Оставшийся участок от Чёрных песков до Свири, позволявший судам следовать не заходя в Онежское озеро был построен в 1845—1852 годах. На его строительство было затрачено 375 тыс. рублей. В Вознесенье возле устья установлен памятный чугунный обелиск строителям канала. В 1890—1896 годах во время переустройства Мариинской системы вынуто 86 150 куб. саж. грунта; устроено 37 вер. 432 саж. бечевников.
- В 2011 году теплоход «Николай Яковлев» вологодской приписки впервые за много лет прошёл Онежский канал с пассажирами в круизном рейсе и планирует такие рейсы в дальнейшем[5][неавторитетный источник].

## Галерея
- Монумент в память открытия Онежского канала в Вознесенье. Фото 1909 г.
- Онежский канал у Вознесенья. Фото 1909 г.
- Вид на Вознесенье. Фото 1909 г.
- Караульный дом на Онежском канале 1909 г.
- Правый берег Онежского канала. 1909 г.
- Указатель у входа в канал со стороны Вытегры. Фото 2013 г.